# Diphenylzinn-Verbindungen
Diphenylzinn-Verbindungen (abgekürzt DPhT nach englisch Diphenyltin) sind zinnorganische Verbindungen mit zwei Phenylgruppen. n-Phenylzinnverbindungen zeigen in einigen in-vitro Experimenten klastogene Effekte. Akute orale LD50-Werte wurden für Diphenylzinnverbindungen mit 162 mg Zinn/kg KG (LDLo, Maus) für DPTCl ermittelt.

## Vertreter
- Diphenylzinn
- Diphenylstannan
- Diphenylzinndichlorid
- Diphenylzinndibromid